# Бахрейнцы
Бахрейнцы (араб. بحارنة‎) — общее название коренного населения Бахрейна, общая численность которого составляет около 906 тысяч человек по состоянию на 2020 год. Составляют около 53 % населения Бахрейна. Численность бахрейнцев в стране продолжает быстро расти, однако доля титульного народа сокращается из-за большого притока мигрантов в страну. 

## Язык
Жители Бахрейна говорят на бахрейнском диалекте арабского языка. Он же является лингва франка в стране, наряду с английским.

## Религия
В религиозном плане больше половины бахрейнцев придерживаются шиитского направления Ислама. Однако наиболее влиятельные роды и королевская семья являются суннитами.

## История
На архипелаге Бахрейн в начале I-го тысячелетия н. э. появились арабы. В VII в. архипелаг Бахрейн стал составляющим Арабского Халифата, а в XIII веке получил независимость. После захвата Бахрейна Ираном арабский народ начал смешиваться с иранскими колонистами и возникла новая этническая общность — бахарна.
Персы были изгнаны шейхами группы аназа в 1873 году. Аназа основала правящую династию Бахрейна.

## Основные занятия
Развито сельское хозяйство, торговля, морские промыслы. Животноводство развито слабо из-за отсутствия обширных пастбищ.
Из сельскохозяйственных культур выделяют: финиковая пальма, бананы, лимоны, гранаты, манго, руэд, травы багбир.
Распространено и популярно рыболовство, особенно среди сельского населения. Занимаются также жемчужным промыслом и нефтяной промышленностью.

## Одежда и пища

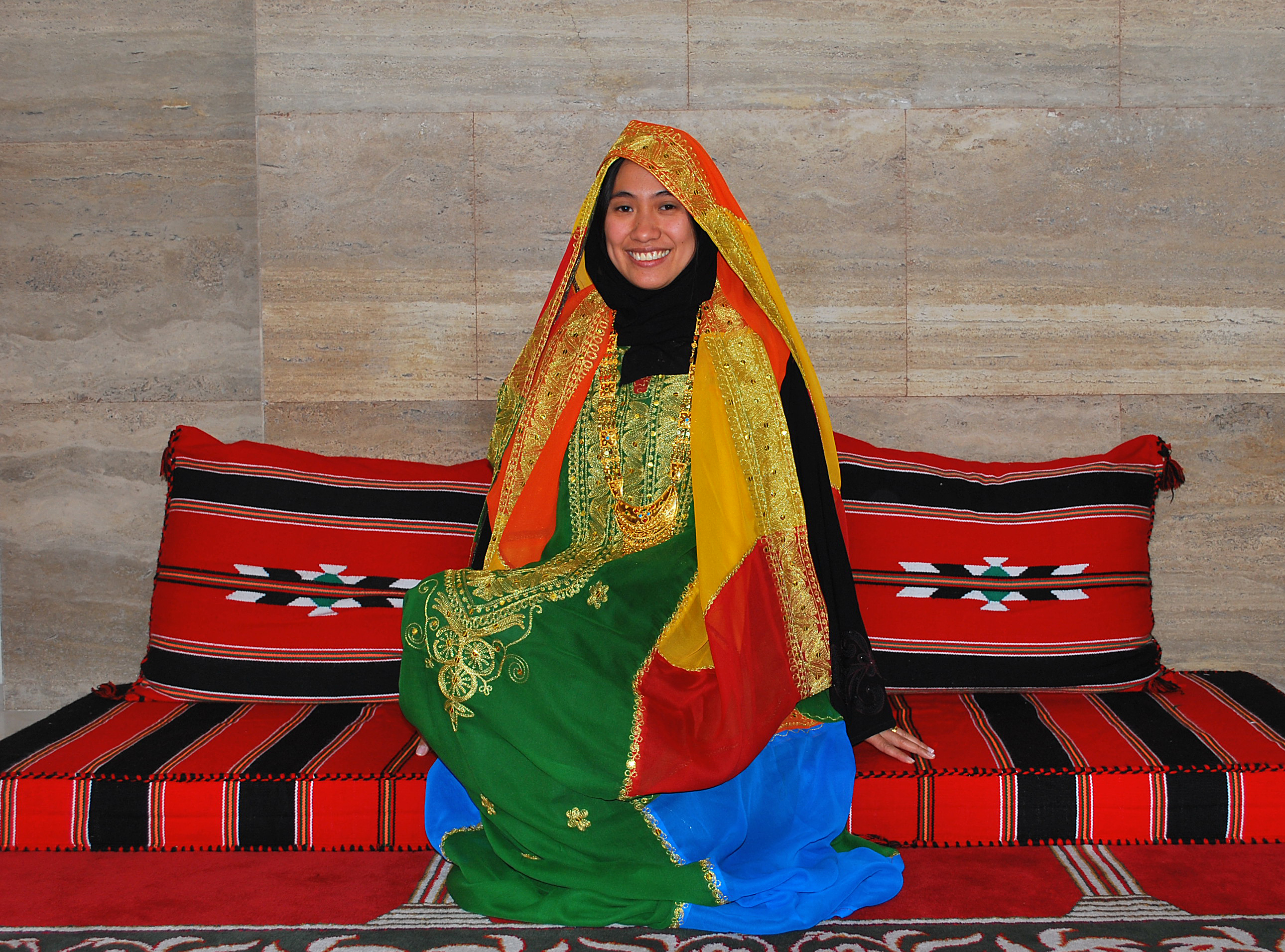
Невеста в традиционном свадебном костюме

Мужской костюм состоит из рубахи, шаровар, сандалий и шерстяного плаща (в холодную погоду). В качестве головного убора мужчины используют красный или белый платок из хлопчатобумажной ткани, удерживаемый на голове жгутом, или белую шапку.
Женский костюм очень похож на мужской, но рубаха орнаментирована вышивкой или узорной строчкой.
В пищу употребляют плов с рыбой, фрукты, лепешки из ячменной или пшеничной муки, овощи, молочные продукты.

## Браки
Исчезает полигиния. Предпочитают ортокузенные браки, временные и обменные.